# Леонтий (Гудимов)
Митрополит Леонтий (в миру Иван Афанасьевич Гудимов; 10 сентября 1928, Новая Слобода — 16 марта 1992, Славянск, Донецкая область) — епископ Русской православной церкви, митрополит Донецкий и Славянский.

## Биография
Родился 10 сентября 1928 года в семье крестьянина в селе Новая Слобода (ныне Путивльского района Сумской области).
С ранних лет он избрал себе иноческий путь, поступив в 1942 году послушником в Глинскую пустынь.
Там же 28 июля 1948 года епископом Измаильским и Болградским Анатолием пострижен в монашество с именем Леонтий.
1 августа 1948 года тем же преосвященным рукоположён во иеродиакона и назначен на служение в Свято-Покровский кафедральный собор города Измаила.
В 1949 году по окончании средней школы поступил в Одесскую духовную семинарию.
19 августа 1951 года епископом Анатолием рукоположён во иеромонаха и назначен настоятелем Николаевского храма города Белгорода-Днестровского Измаильской области.
В 1953 году окончил духовную семинарию и назначен ключарём кафедрального собора города Одессы. В этом же году поступил на первый курс Московской духовной академии. Во время прохождения академического курса он служил в храмах Московской области. В 1957 году, по окончании академии со степенью кандидата богословия, назначен помощником инспектора и преподавателем Одесской духовной семинарии.
10 июля 1959 года возведён в сан игумена.
9 сентября 1960 года назначен наместником Успенского монастыря в Одессе.
С 16 марта 1961 года — ректор Одесской духовной семинарии, а 24 марта возведён в сан архимандрита. Его назначение совпало с широкомасштабной антирелигиозной кампанией. При нём семинария была выселена из центра города в аварийное здание бывшей гостиницы Успенского монастыря.

## Архиерейское служение
28 декабря 1961 года указом патриарха Московского и всея Руси Алексия I и Священного синода избран епископом Подольским, викарием Московской епархии и был назначен на Ближний Восток в Дамаск представителем патриарха Московского и всея Руси при патриархе Антиохийском и всего Востока.
14 января 1962 года в Сергиевом трапезном храме Троице-Сергиевой лавры был хиротонисан во епископа Подольского, викария Московской епархии. Хиротонию совершали патриарх Московский и всея Руси Алексий I, митрополиты Киевский и Галицкий Иоанн (Соколов), Ленинградский и Ладожский Пимен (Извеков), архиепископ Ярославский и Ростовский Никодим (Ротов); епископы Казанский и Марийский Михаил (Воскресенский), Харьковский и Богодуховский Нестор (Тугай), Сергиопольский Василий (Самаха) (Антиохийский патриархат), Дмитровский Киприан (Зёрнов), Таллинский и Эстонский Алексий (Ридигер).
22 декабря 1964 года освобождён от служения на Ближнем Востоке и назначен епископом Волынским и Ровенским.
С 8 октября 1965 года — епископ Симферопольский и Крымский и временно управляющий Днепропетровской епархией.
С 7 октября 1967 года — епископ Харьковский и Богодуховский.
25 февраля 1968 года возведён в сан архиепископа.
С 6 по 30 августа 1969 года возглавил группу русских паломников на Святую гору Афон в связи с 800-летием русского Пантелеимонова монастыря.
25 июня 1970 года назначен председателем хозяйственного управления при Священном синоде и членом комиссии Священного синода для подготовки Поместного собора Русской православной церкви. 25 августа, согласно прошению, освобождён от обязанностей председателя хозяйственного управления.
1 декабря 1970 года назначен архиепископом Берлинским и Среднеевропейским, патриаршим экзархом Средней Европы.
С 28 апреля по 25 мая 1972 года сопровождал патриарха Пимена в его поездке по странам Ближнего Востока и Болгарии.
18 апреля 1973 года освобождён от управления Берлинской епархией. 31 мая вновь назначен архиепископом Симферопольским и Крымским и временно управляющим Днепропетровской епархией.
С 9 по 15 мая 1978 года в составе делегации Русской православной церкви посетил остров Кипр.
С 23 по 31 августа 1979 года возглавлял паломническую группу Русской православной церкви при поездке в Чехословакию.
С 24 по 31 октября 1983 года возглавлял делегацию Русской православной церкви на праздновании в Дамаске 25-летия открытия представительства патриарха Московского и всея Руси при патриархе Антиохийском.
10 марта 1989 году возведён в сан митрополита.
С 19 февраля 1990 года — митрополит Одесский и Херсонский.
С 20 февраля 1991 года — митрополит Херсонский и Таврический.
Ему выпала организация огромного труда по возрождению Херсонско-Таврической епархии, где к концу первого года его архипастырского управления уже насчитывалось 86 приходов.
14 января 1992 года херсонское духовенство с верующим народом отметили 30-летний юбилей епископского служения митрополита Леонтия церкви Христовой. 23 января назначен митрополитом Донецким и Славянским. Назначению Леонтия на Донецкую кафедру предшествовало отстранение Филаретом (Денисенко) от управления епархией епископа Донецкого и Славянского Алипия (Погребняка) за выступление в защиту целостности Церкви. Леонтий не был принят духовенством Донецка, выразившим таким образом протест против действий Филарета. Нашёл поддержку у духовенства города Горловки, а Свято-Никольский собор Горловки стал его резиденцией.
Леонтий тяжело болел, и сложная ситуация в епархии ускорила его кончину, наступившую 16 марта 1992 году в Славянске. Похоронен в ограде Свято-Духовского кафедрального собора в Херсоне.

## Сочинения
- Речь при наречении во епископа Подольского
- «Из жизни представительства Московской Патриархии в Дамаске»

## Награды
- Орден преподобного Сергия Радонежского II степени (12 января 1982, «в связи с 20-летием архиерейского служения»)
- именная панагия (9 сентября 1988, 60-летию со дня рождения)